# Бухтарма (станция)
Бухтарма (каз. Бұқтырма) — станция в Алтайском районе Восточно-Казахстанской области Казахстана. Входит в состав Октябрьской поселковой администрации. Код КАТО — 634841200.

## Население
В 1999 году население станции составляло 226 человек (126 мужчин и 100 женщин). По данным переписи 2009 года, в населённом пункте проживало 175 человек (92 мужчины и 83 женщины).